# Nexen Tire
Nexen Tire (넥센타이어?) è un'azienda sudcoreana produttrice di pneumatici con sedi a Yangsan e a Seul. È stata fondata nel 1942 con il nome di Heung-A Tire Company. 
Nel 2000 l'azienda cambiò nome da Woosung Tire a Nexen Tire Corporation; il nome è un portmanteau dell'inglese next century (“prossimo secolo”). Nello stesso anno, Nexen Tire fu quotata anche sul mercato futures KOSPI 200.
Al 2025 è il diciassettesimo produttore di pneumatici mondiale per fatturato.